# Madonna di Campiglio
Madonna di Campiglio (njem.: Sankt Maria im Pein) je mjesto u Italiji, oko 30 kilometara sjeverozapadno od Tridenta i 60 km od Garda jezera Garda jezera.
Općina ima 1800 stanovnika i većina živi od turizma.

## Sport
U Svjetskom kupu skijaša poznata je destinacija. Isto tako i dani skijanja Ferrarija se tradicijonalno održavaju u siječnju u ovom alpskom mjestu. Via ferrata tour Bocchette del Brenta

## Vanjske poveznice
- stranica Madonna di Campiglioa  (na pet jezika)